# Pudukkottai (ciudad censal)
Pudukkottai es una ciudad censal situada en el distrito de Pudukkottai en el estado de Tamil Nadu (India). Su población es de 26116 habitantes (2011). Se encuentra a 3 km de Pudukkottai.

## Demografía
Según el censo de 2011 la población de Pudukkottai era de 26116 habitantes, de los cuales 13094 eran hombres y 13022 eran mujeres. Pudukkottai tiene una tasa media de alfabetización del 92,60%, superior a la media estatal del 80,09%: la alfabetización masculina es del 96,28%, y la alfabetización femenina del 88,93%.